# US Open de 1968
O US Open de 1968 foi um torneio de tênis disputado nas quadras de grama do West Side Tennis Club, no distrito de Forest Hills, em Nova York, nos Estados Unidos, entre 29 de agosto a 8 de setembro. Corresponde à 1ª edição da era aberta e à 88ª de todos os tempos.

## Finais

### Profissional
| Categoria | Evento    | Campeã(s)(o/ões)                  | Vice-campeã(s)(o/ões)         | Resultado                 | Chave(s)  | Chave(s)       |
| --------- | --------- | --------------------------------- | ----------------------------- | ------------------------- | --------- | -------------- |
| Simples   | Masculino | Arthur Ashe                       | Tom Okker                     | 14–12, 5–7, 6–3, 3–6, 6–3 | principal | qualificatório |
| Simples   | Feminino  | Virginia Wade                     | Billie Jean King              | 6–4, 6–2                  | principal | qualificatório |
| Duplas    | Masculino | Robert Lutz Stan Smith            | Arthur Ashe Andrés Gimeno     | 11–9, 6–1, 7–5            | principal | principal      |
| Duplas    | Feminino  | Maria Esther Bueno Margaret Court | Rosie Casals Billie Jean King | 4–6, 9–7, 8–6             | principal | principal      |
| Duplas    | Misto     | Mary-Ann Eisel Peter Curtis       | Tory Fretz Gerry Perry        | 6–4, 7–5                  | principal | principal      |